# Anna Schramm

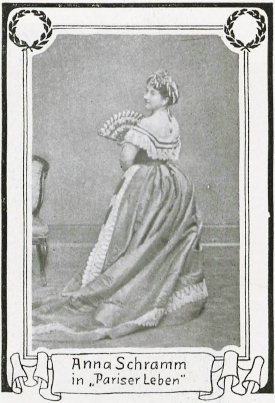
Anna Schramm.

Anna Schramm, född den 8 april 1840 i Reichenberg, Böhmen, död den 1 juni 1916 i Berlin, var en tysk skådespelerska.
Anna Schramm engagerades efter flera års teateranställning i landsorten 1861 vid Wallnerteatern i Berlin, övergick 1867 till Friedrich-Wilhelm-Städtisches Theater, lämnade 1876 teatern, men återvände 1880 och anställdes 1892 vid Königliches Schauspielhaus, där hon uppträdde sista gången 1911 i en urpremiär. I yngre år var hon högt uppskattad som subrett, särskilt i skämtstycken från Berlin; som äldre blev hon än mer skattad och ryktbar som framställarinna av komiska gumroller.